# As Quatro Estações

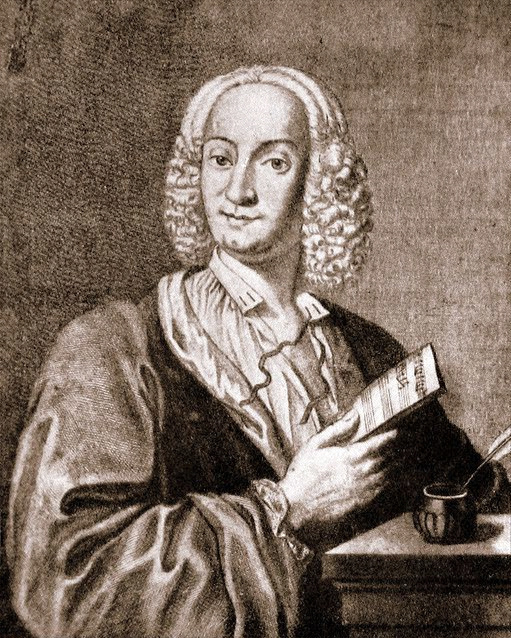
Antonio Vivaldi.

Le quattro stagioni, conhecidos em português como As Quatro Estações, são quatro concertos para violino e orquestra do compositor italiano Antonio Vivaldi, compostos em 1723 e parte de uma série de doze publicados em Amsterdão em 1725, intitulada Il cimento dell'armonia e dell'inventione. Ao contrário da maioria dos concertos de Vivaldi, esses quatro têm um programa claro: vinham acompanhados por um soneto ilustrativo impresso na parte do primeiro violino, cada um sobre o tema da respectiva estação. Não se sabe a origem ou autoria desses poemas, mas especula-se que o próprio Vivaldi os tenha escrito.
As Quatro Estações é a obra mais conhecida do compositor, e está entre as peças mais populares da música barroca.

## Lista de concertos e movimentos
O arranjo de Vivaldi é o seguinte:
Concerto No. 1 em Mi maior, op. 8, RV 269, "La primavera" (Primavera)
- 1. Allegro (em mi maior)
- 2. Largo (em dó sustenido menor)
- 3. Allegro Pastorale (em mi maior)

Concerto No. 2 em Sol menor, op. 8, RV 315, "L'estate" (Verão)
- 1. Allegro non molto (em sol menor)
- 2. Adagio e piano - Presto e Forte (em sol menor)
- 3. Presto (em sol menor)

Concerto No. 3 em Fá Maior, op. 8, RV 293, "L'autunno" (Outono)
- 1. Allegro (em fá maior)
- 2. Adagio molto (em ré menor)
- 3. Allegro (em fá maior)

Concerto No. 4 em Fá menor, op. 8, RV 297, "L'inverno" (Inverno)
- 1. Allegro non molto (em fá menor)
- 2. Largo (em mi bemol maior)
- 3. Allegro (em fá menor)